# Everything in Its Right Place
Kid A
Everything in Its Right Place est la première piste de l'album Kid A (2000) de Radiohead composée par Thom Yorke.
Pièce de musique notable, elle se démarque par un tempo singulier (en 10/4), une instrumentation ultra-minimaliste (qui rompt une fois de plus avec l'album précédent, aux textures travaillées) et des paroles obscures. 
Couramment interprétée en concert, elle a fait l'objet de nombreuses reprises et reste un morceau emblématique du groupe.

## Autour du morceau
À l'instar de sa position de morceau d'ouverture, ce fut aussi le premier à être écrit pour l'album, comme l'explique Thom Yorke en 2001 : « Je m'étais acheté un piano pour chez moi, un bon - un Baby Grand. C'est la première chose que j'ai composée dessus. Je suis tellement mauvais au piano pourtant. Je me rappelle d'une vieille citation de Tom Waits ; que c'est précisément son ignorance totale de l'instrument qui lui permet d'être un compositeur de talent. Tout est nouveau. C'est pour cette raison que je me suis penché sur la MAO et les synthétiseurs, simplement parce que je n'y comprenais rien. »
Bien qu'étant le fait unique de Thom et du producteur Nigel Godrich, le morceau est crédité au groupe entier.

### Analyse des paroles
En apparence dénuées de sens, chacune d'entre elles fait écho à un événement précis ou un fait concret auquel se rattache Thom.
« Everything in Its Right Place »
Le titre est une référence directe à un proverbe datant du XVIIe siècle, A place for everything and everything in its place (Une place pour chaque chose, et chaque chose à sa place) communément associé à Benjamin Franklin. Thom étudia les lettres à l'Université d'Exeter, et put vraisemblablement s'inspirer de ce souvenir-là.
« yesterday I woke up sucking a lemon »
« Cela évoque la tête que quelqu'un fait quand il suce un citron, à cause de son acidité. J'ai eu cette tête durant trois ans. » Thom statue ici sur les difficultés qu'il éprouva durant les premières années du groupe face à cette notoriété fulgurante, qui se fit d'autant plus marquée durant la période post-OK Computer.
« there are two colours in my head »
Outre les influences musicales, le champ d'inspiration de Thom s'étend aussi à l'art en général, et notamment aux œuvres bicolores du peintre russe Mark Rothko, dont cette ligne semble tirer toute sa signification.
« what was that you tried to say ? »
Le 19 novembre 1997, alors que le groupe vient de finir un concert à Birmingham, Thom s'enfuit en coulisse, à bout : « Je me suis effondré dans les loges, muet », explique-t-il au magazine Rolling Stone en 2001. « Je ne pouvais vraiment plus parler. Les gens me demandaient si ça allait, je savais qu'ils s'adressaient à moi, mais je ne les entendais pas. Et je restais sans voix. J'étais arrivé à mes limites, et j'en avais par-dessus la tête de devoir le répéter. C'en était trop. »

### Interprétation live
Bien que le morceau soit centré autour de Thom et de sa partie de piano, les autres membres participent activement à la performance lors des concerts, laquelle s'étend bien au-delà de sa durée studio initiale : Colin Greenwood y joue de la basse, le batteur Phil Selway bat la mesure (aidé d'un shaker en forme de citron), tandis que Ed O'Brien et Jonny Greenwood s'attellent aux "loops" d'ambiance (respectivement via un clavier numérique (ou des pédales d'effets) d'une part et un Kaoss Pad de l'autre, lequel module directement la voix de Thom).
Également, Thom a pris l'habitude d'introduire le morceau par de brèves reprises (vraisemblablement pour servir de base de samples à Jonny), on dénombre ainsi de manière non exhaustive : Unravel de Björk, Maps de Yeah Yeah Yeahs, If You Tolerate This Your Children Will Be Next des Manic Street Preachers, After the Gold Rush de Neil Young et The One I Love de R.E.M.. Aussi, True Love Waits et Follow Me Around, écrites par le groupe.

## Postérité
Everything in Its Right Place constitue l'une des musiques principales du film Vanilla Sky (2001) de Cameron Crowe utilisée lors du réveil du personnage principal et sa déambulation dans un New York vide. Le titre est également dans la bande originale de Veronika décide de mourir (2009) d'Emily Young, et d'Impardonnable (2021) de Nora Fingscheidt. 
En 2023, Everything in Its Right Place est utilisée dans le film de science fiction The Creator de Gareth Edwards, lors du raid militaire américain sur la Nouvelle Asie,.
En 2025, le morceau est utilisé en épilogue à la première saison de la série télévisée Daredevil : Born Again,.
Le pianiste de jazz Brad Mehldau reprend cette chanson dans son album Anything Goes (2004).
Le pianiste Robert Glasper reprend, recompose et interprète "Everything in its right place" dans l'album Robert Glasper – In My Element (℗ 2007 The Blue Note Label Group) : Robert Glasper & Vicente Archer (Bass) & Damion Reid (Drums) - Maiden voyage / Everything in its right place.
En 2012, le compositeur de musique minimaliste Steve Reich entame une collaboration avec Jonny Greenwood et Radiohead qui aboutit à l'écriture de Radio Rewrite (2013) dont la structure mélodique est basée sur des emprunts à deux titres du groupe : Everything in Its Right Place (de l'album Kid A) et Jigsaw Falling into Place (de l'album In Rainbows paru en 2007),.